# Bungard (okręg Sybin)
Bungard – wieś w Rumunii, w okręgu Sybin, w gminie Șelimbăr. W 2011 roku liczyła 568 mieszkańców.